# Mauricio (obispo de Burgos)
Mauricio (? - Burgos, 12 de octubre de 1238) fue obispo de Burgos desde 1213 hasta su muerte. Fundó su catedral gótica, que sustituyó a la anterior románica, e hizo importantes gestiones diplomáticas para los monarcas castellanos de su tiempo.

## Biografía

### Procedencia y primeros años
No está clara su procedencia: algunos autores lo mencionan como inglés o francés, aunque por los nombres de sus padres, Rodrigo y Orosabia, se le supone castellano, descendiente de extranjeros afincados en España desde los tiempos de Alonso VI. 
Tampoco sobre su nombre hay consenso: 
algunos lo llaman Mauricio de Toledo, 
Mauricio Eluy, 
Moriz, 
Mauriç,  
Mahoris, 
o en latín, Mauritius Burgensis, 
aunque en la historiografía es más frecuente mencionarlo simplemente como Don Mauricio.

España en 1210.

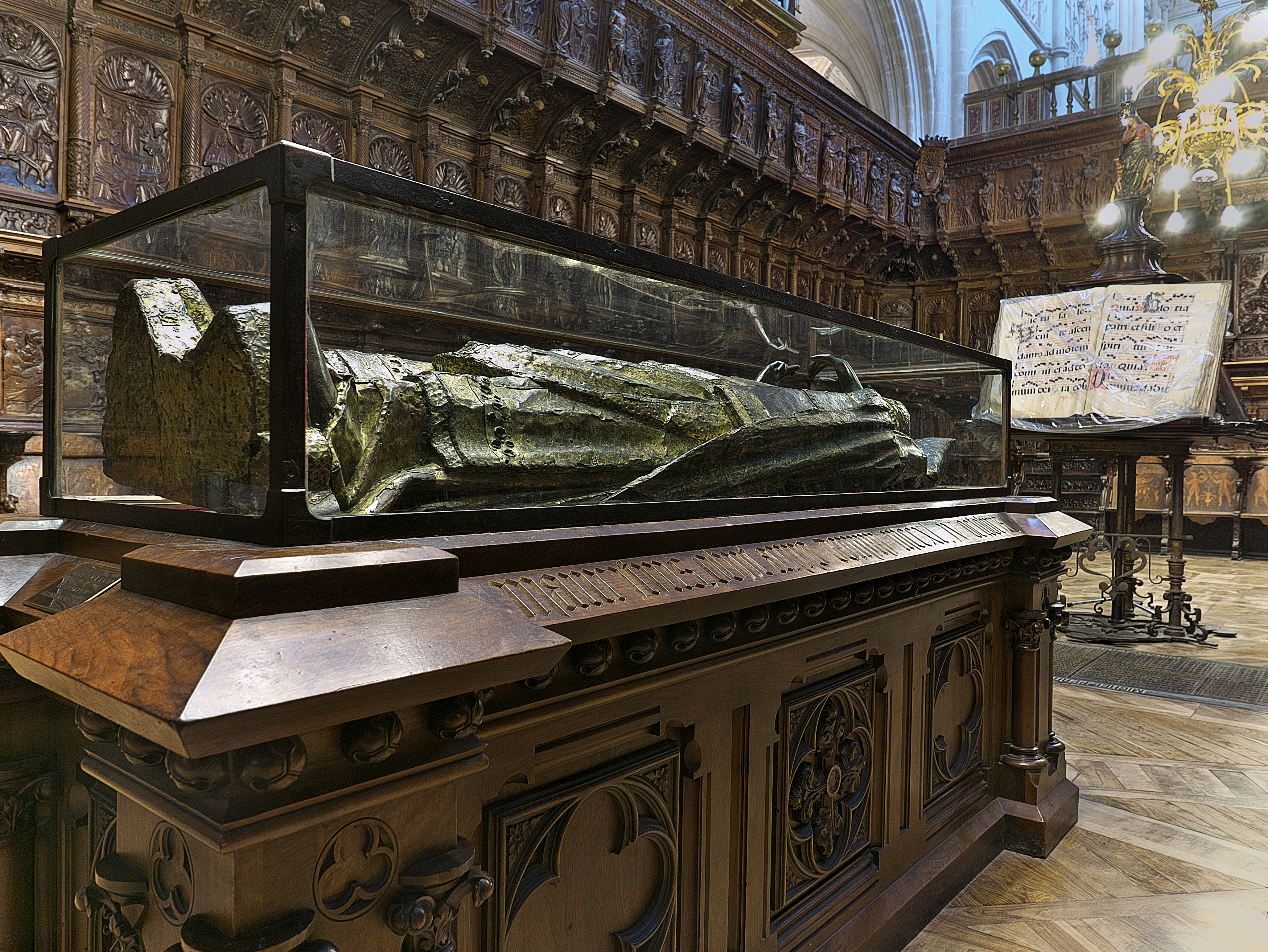
Sepulcro del obispo. Coro de la Catedral de Burgos

Puede que fuera abad del monasterio de Santa María de Fitero o 
arcediano de Toledo durante el arzobispado de Rodrigo Jiménez de Rada, con quien probablemente coincidió en sus tiempos de estudiantes en la universidad de París, cuando en 1213 o 1214 fue presentado para ocupar la silla episcopal de Burgos. 

### Obispo de Burgos
En aquel tiempo Burgos era una de las principales ciudades de la península ibérica, honrada como civitas regia por Alfonso VIII, paso obligado del Camino de Santiago y cruce comercial entre el interior y los puertos del Cantábrico; su diócesis era la única en Castilla que no estaba sometida a la jurisdicción del arzobispo metropolitano de Toledo, pues dependía inmediatamente de la Santa Sede desde que Urbano II así lo dispusiera en 1097. 
En 1214 murieron el rey Alfonso VIII y su mujer Leonor, el infante Enrique heredó el trono de Castilla, los Lara consiguieron su tutela y con ella la regencia del reino y Alfonso IX de León aprovechó la situación para amenazar el territorio castellano. En medio de estos desórdenes, Mauricio se alineó con Berenguela, apoyada por los Castro, interviniendo diplomáticamente ante el rey leonés para retomar la paz y tomando parte activa en el proceso canónico por el que el papa Inocencio III anulaba el matrimonio de Enrique con Mafalda de Portugal. 
En 1215 viajó a Roma para participar en el IV concilio lateranense, ocupándose además de dirimir ante el papa las diferencias habidas con el obispo oxomense Melendo por los límites territoriales de ambas diócesis.  
Dos años después, muerto Enrique, fue Mauricio quien recogió su cuerpo en Tariego y lo acompañó al monasterio de Las Huelgas para darle sepultura. Ascendido al trono Fernando III de Castilla, Mauricio fue comisionado para viajar a la corte de Federico II de Alemania junto con el abad de San Pedro de Arlanza, el de Rioseco y el prior de San Juan de Acre, con la embajada de traer a la princesa Beatriz de Suabia, prometida en matrimonio a Fernando; también ofició la boda real en la catedral de Burgos en 1219 y presidió la ceremonia en la que Fernando III se armó caballero.
| «Era el obispo de Burgos D. Mauriç varón de alabar et sabio». |

En su condición de obispo, jurista y hombre de confianza de la Corona y de la Santa Sede, a lo largo de su episcopado debió ocuparse de numerosos asuntos eclesiásticos, canónicos o políticos, por sí mismo o por delegación. Entre éstos estuvieron 
la resolución de las diferencias entre el rey Alfonso II de Portugal y sus hermanas Teresa y Sancha por la posesión de ciertas villas en litigio; 
el proceso canónico sobre la solicitud que Jiménez de Rada hizo para la segregación de la diócesis de Cuenca en las dos originales, Ercávica y Valera, que habían sido unidas cuarenta años antes; 
la restitución de Castrotorafe a la orden de Santiago por Alfonso de León; el juicio contra el obispo García de Cuenca, que resultó absuelto de los cargos de inmoralidad presentados contra él o la asistencia a la boda de Berenguela de León con Juan de Brienne, celebrada por Jiménez de Rada en la catedral de Burgos en 1224, mismo año en que Fernando III iniciaba una nueva expedición contra los almohades de Al-Ándalus. 
En 1224 llevó a cabo, en representación de Honorio III, la amonestación contra el rey Fernando por haber despojado éste a la diócesis segoviana de sus bienes en represalia por haber elegido a Bernardo obispo sin la autorización real. 
En 1226, junto con el obispo Tello Téllez de Palencia, fue nombrado administrador de la diócesis de Calahorra durante la ausencia del obispo Juan Pérez, expulsado por Diego López de Haro cuando intentaba trasladar la sede a Santo Domingo de la Calzada; el conflicto en la diócesis calagurritana se mantendría durante más de diez años, hasta que Gregorio IX nombrara a Jerónimo Aznar para ocupar el obispado.
También se halló presente en 1228 en el concilio nacional de Valladolid presidido por el cardenal Juan de Abbeville, legado papal en España con la misión de favorecer la cruzada, y al año siguiente en el concilio de Tarazona, donde se puso en práctica la separación matrimonial de Jaime I de Aragón y Leonor de Castilla, dispuesta por el papa en razón de la consanguinidad de los contrayentes.
Dentro de su propia sede también se encargó de la redacción en 1230 de los estatutos capitulares de Burgos, conocidos como "Concordia mauriciana", y en virtud de la aplicación del III concilio lateranenese, de vencer la resistencia de las iglesias y monasterios de su diócesis y de la de Calahorra a someterse a las decisiones episcopales sobre administración de rentas y nombramientos eclesiásticos, firmando concordias o manteniendo pleitos con las iglesias de San Esteban de Burgos o Santa María de Castrojeriz, con los monasterios de San Juan de Ortega, San Millán de la Cogolla, Santa María de Nájera o San Salvador de Oña y con las abadías de Covarrubias o Silos; en algunos casos, como en este último, el asunto acabó entre excomuniones y violencia física.

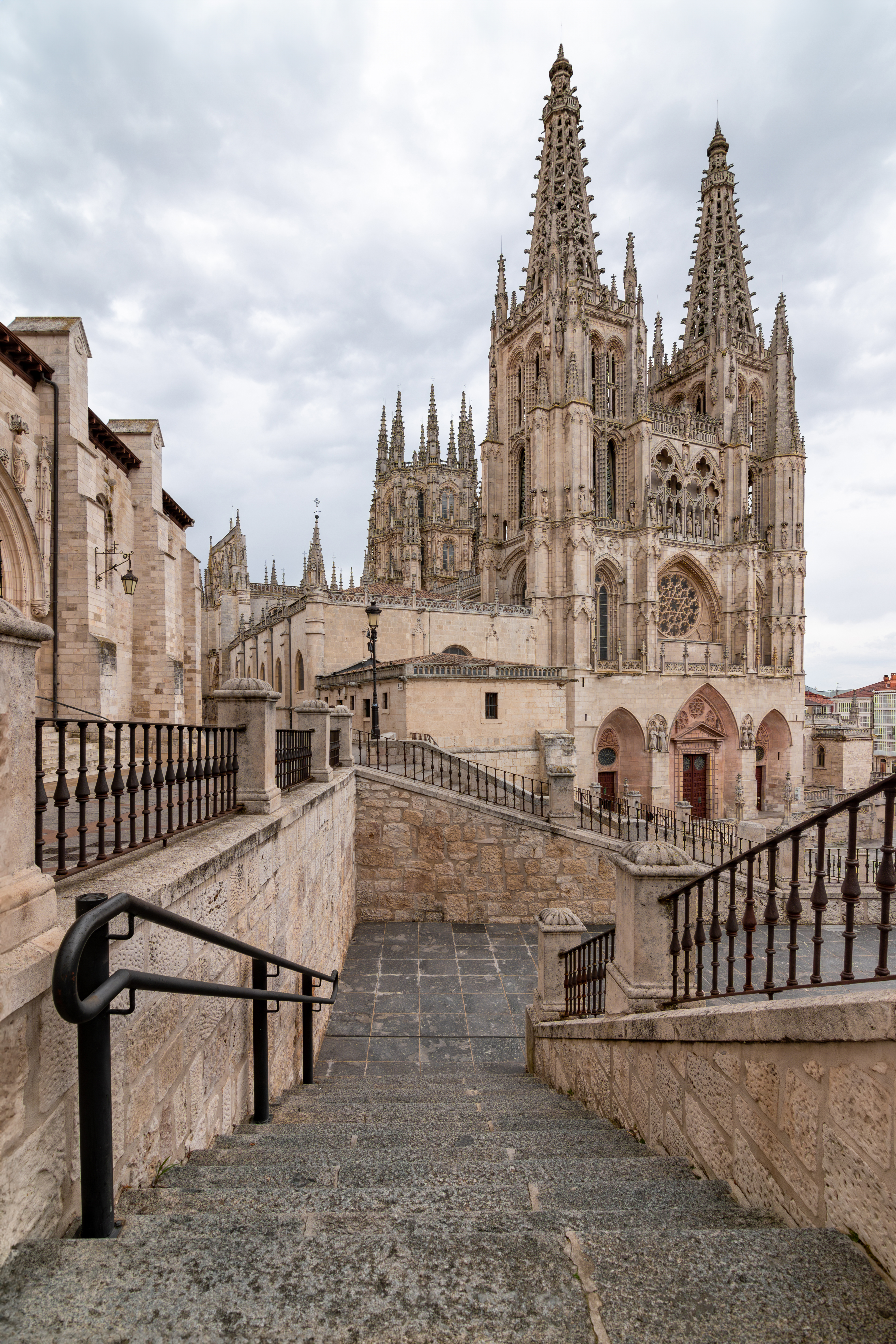
Catedral de Burgos.

Otros asuntos en los que intervino fueron la sucesión en el priorato del monasterio de Sahagún; el pleito entre la orden de Calatrava y la milicia de Monfragüe, una pequeña orden militar que habiendo sido despojada de sus bienes en favor de aquella, quedó finalmente integrada en los calatravos; el conflicto entre la orden de Santiago y el monasterio de Uclés, que litigaban por los diezmos eclesiásticos; la celebración del funeral de Beatriz de Suavia en Las Huelgas en 1235 o la boda del rey Fernando con Juana de Danmartín dos años después.

### Fundación de la catedral
Pero probablemente el hecho por el que es más conocido en la historia es por haber sido el fundador de la actual catedral de Burgos sobre la antigua. 
La catedral románica había sido comenzada por Alfonso VI en 1075 cuando la diócesis se trasladó de Gamonal a Burgos, terminándose su construcción en 1095. A finales del siglo XII ya se mostraba insuficiente para el auge que había experimentado la ciudad, y aprovechando unos casas cedidas por el obispo Marino junto a la iglesia de San Llorente, el 20 de julio de 1221 se colocó la primera piedra en una ceremonia en la que se hallaron presentes el obispo Mauricio junto con el rey Fernando. 
En 1230 comenzaron a celebrarse los oficios en la nueva catedral, aunque su terminación no estuvo concluida hasta el siglo XVI.

## Sepultura y monumento fúnebre
Muerto Don Mauricio en 1238, fue sepultado en el coro de la catedral, que entonces estaba en el presbiterio. Su cenotafio, ricamente esmaltado, pudo ser sufragado por Blanca de Castilla, dadas las relaciones del prelado con París y la corte francesa. En el siglo XVI el sepulcro se trasladó al coro nuevo, situado en la nave central del templo.
| Predecesor: Juan Maté | Obispo de Burgos 1213 - 1238 | Sucesor: Juan Domínguez |